# Otto van de Loo
Otto van de Loo (* 9. März 1924 in Witten; † 19. April 2015 in München) war ein deutscher Galerist. Er gründete 1957 in der Münchener Maximilianstraße die Galerie van de Loo und übergab sie 1997/1998 seiner Tochter Marie-José van de Loo.

## Leben
Mit einer Ausstellung von K. R. H. Sonderborg eröffnete van de Loo 1957 sein Programm. Er schuf mit Ausstellungen des deutschen Informel im Kontext internationaler Strömungen einen damals seltenen Ort für aktuelle Tendenzen in der Kunst. So vertrat er Maler wie Pinot Gallizio, Hans Platschek, Maurice Wyckaert, Arnulf Rainer, Emil Schumacher, Antonio Saura, Henry Michaux, Judit Reigl, Wolf Vostell sowie Mitglieder der Künstlervereinigungen CoBrA, SPUR und deren Nachfolgegruppen wie Constant, Pierre Alechinsky oder Asger Jorn, Lothar Fischer, Heimrad Prem, Helmut Sturm, HP Zimmer, Hans Matthäus Bachmayer, Heino Naujoks, Helmut Rieger und den Bildhauer Adam Sjöholm. 
Darüber hinaus gab der Galerist auch kunsttheoretische Schriften heraus, die ab 1982 innerhalb der Serie „Texte zur Kunst“ erschienen.
Mit seinem Programm und seiner kritischen Haltung stand er dabei häufig im Mittelpunkt kultureller Auseinandersetzungen. So stieß seine Arbeit in der konservativen Kunstszene immer wieder auf Empörung. Gleichzeitig musste er sich bereits Anfang der 60er Jahre der Angriffe von Seiten der linksgerichteten, kunsthandelsfeindlichen Avantgardegruppierung Situationistische Internationale erwehren. Da viele Galeriekünstler dieser Bewegung angehörten, führte dies kurzzeitig zu einem für den Galeristen durchaus kritischen Konflikt.
1997 wurde die Galerie von Otto van de Loo nach 40 Jahren und mehr als 250 Ausstellungen geschlossen. Seit 1998 betreibt seine Tochter Marie-José van de Loo die Galerie (auch) unter eigenem Namen und erweitert das Programm um jüngere Positionen.
Von Beginn an sammelte Otto van de Loo parallel zur Galeristentätigkeit die Arbeiten seiner Künstler. 1990 schenkte er 55 Werke seiner Sammlung der Nationalgalerie Berlin. Annähernd 200 Werke gingen 2000 im Rahmen einer Schenkung an die Kunsthalle in Emden, die für die Aufnahme der Sammlung einen eigenen Erweiterungsbau eröffnete.
Otto van de Loos Bedeutung für München wurde 2005 mit der umfangreichen Ausstellung Leidenschaft für die Kunst sowie 2024 anlässlich des hundertsten Geburtstages mit der Ausstellung Die Welt kann nur durch uns entrümpelt werden: Der Galerist und Sammler Otto van de Lo jeweils in der Pinakothek der Moderne gewürdigt.